# Universidade de Ixtlahuaca CUI
A Universidade de Ixtlahuaca CUI (UICUI) é uma universidade privada mexicana.Oferece uma ampla gama de programas educativos que abarcam desde estudos de nível médio superior até pós-graduação strictu sensu.Atualmente conta com 39 programas acadêmicos em funcionamento, incluindo 10 programas de mestrado e 3 programas de doutorado, atendendo a estudantes de mais de 35 municípios do Estado do México e outras entidades federativas.
Fundada em 1977 como um centro de formação preparatória em estudos de nível médio superior, o crescimento institucional da Universidade de Ixtlahuaca CUI remonta ao final de 2011, ainda que seu desenvolvimento significativo tenha começado em 30 de junho de 1993, quando se estabeleceu o Centro Universitário de Ixtlahuaca (CUI) com a autorização para o funcionamento do curso de Direito. Desde então, tem expandido sua oferta académica e converteu-se numa opção educativa relevante para os jovens do norte do Estado de México, contribuindo para o crescimento social e económico da região.
Através de programas incorporados à Universidade Autónoma do Estado de México (UAEM) e à Secretaria de Educação, Ciência, Tecnologia e Inovação do Estado de México, a instituição oferece estudos em diversas áreas como direito, psicologia, engenharia, contabilidade, administração, arquitetura, desenho gráfico, gastronomia, entre outros, proporcionando oportunidades de desenvolvimento acadêmico e profissional para a comunidade estudantil.
Com campus nas cidades de Ixtlahuaca de Rayón e Toluca, a UICUI alberga 3 centros de extensão (Centro Integral de Salud Universitario, Centro de Atención, Prevención e Intervención de las Violencias y la Delincuencia, Centro de Investigación de Psicología) e 1 instituto de pesquisa (Instituto de Investigación y Estudios en Salud), bem como 9 grupos de pesquisa em diferentes linhas e sublinhas disciplinares e multidisciplinares. Conta ademais com um Centro de Ensino de Línguas (CELe-CUI), e o Centro de Ensino de Idiomas (CEI). A Universidade também mantém 2 revistas científicas com periodicidade semestral em formato de acesso aberto, a "Revista de Criminología y Ciencias Forenses: Ciencia, Justicia y Socieda" e a "Revista RED: Derecho, Sociedad y Política".
Tendo recebido em 2023 o título de "Melhor Universidade para o Desenvolvimento Humano", outorgado pelo Editorial EA, a UICUI também figura em lugar de destaque no ranking "As Melhores Universidades do México", sendo reconhecida como uma das universidades privadas mais importantes do país, distinguindo-se pela excelência de seus cursos e programas acadêmicos, bem como pela qualidade de sua infraestrutura e corpo docente.